# Nyírmada
Nyírmada [ňírmada] (ukrajinsky Ньїрмада, Ňjirmada) je město ve východním Maďarsku v župě Szabolcs-Szatmár-Bereg, spadající pod okres Vásárosnamény. Město leží blízko břehu řeky Tiszy. Nachází se asi 34 km severovýchodně od Nyíregyházy. V roce 2015 zde žilo 4 890 obyvatel. Podle údajů z roku 2001 zde bylo 91,5 % obyvatel maďarské a 8,5 % romské národnosti.
U Nyírmady končí dálnice M3. Nejbližšími městy jsou Baktalórántháza, Kisvárda, Mátészalka, Vaja a Vásárosnamény. Blízko jsou též obce Gemzse, Gyulaháza, Ilk, Nyírkarász, Nyírparasznya, Pusztadobos a Rohod.